# Mesudiye (Ordu)
Mesudiye ist eine Stadtgemeinde (Belediye) im gleichnamigen Ilçe (Landkreis) der Provinz Ordu am Schwarzen Meer und zugleich eine Gemeinde der 2013 geschaffenen Büyüksehir belediyesi Ordu (Großstadtgemeinde/Metropolprovinz) in der Türkei. Seit der Gebietsreform 2013 ist die Gemeinde flächen- und einwohnermäßig identisch mit dem Landkreis.
Die Stadt liegt ca. 60 km südlich der Provinzhauptstadt Altınordu. Die im Stadtlogo erkenntliche Jahreszahl (1858) dürfte auf das Jahr der Erhebung zu Gemeinde/Stadt hinsweisen.
Der Landkreis Mesudiye ist der größte der Provinz und liegt im Süden dieser. Er grenzt im Westen an die Provinz  Tokat, im Süden an die Provinz  Sivas und im Osten an die Provinz  Giresun. Er bestand schon vor Gründung der Republik (1923) und erfuhr in nahezu 100 Jahren keine wesentlichen Änderungen.
(Bis) Ende 2012 bestand der Kreis neben der Kreisstadt aus den drei Stadtgemeinden (Belediye) Topçam, Üçyol und Yeşilce sowie 57 Dörfern (Köy) in drei Bucaks. Während der Verwaltungsreform 2013 wurden diese in Mahalle (Stadtviertel, Ortsteile) überführt, die sieben bestehenden Mahalle der Kreisstadt blieben erhalten. Den Mahalle steht ein Muhtar als oberster Beamter vor.
Ende 2020 lebten durchschnittlich 207 Menschen in jedem dieser 70 Mahalle, 1.229 Einw. im bevölkerungsreichsten, dem zentralen (Merkez Mah.)